# Taohelong
Taohelong is een geslacht van plantenetende ornithischische dinosauriërs, behorend tot de Ankylosauria, dat tijdens het vroege Krijt leefde in het gebied van het huidige China. De enige benoemde soort is Taohelong jinchengensis.

## Vondst en naamgeving
In 2013 benoemden en beschreven Yang Jingtao, You Hailu, Li Daqing, Kong Delai de typesoort Taohelong jinchengensis. De geslachtsnaam betekent "draak", long, van de rivier, he, de Tao. De soortaanduiding verwijst naar de herkomst bij Jincheng.
Het holotype, GSDM 00021 is gevonden in een laag van de Hekougroep in het Lanzhou-Minhebekken, waarvan de ouderdom onzeker is, maar die wellicht dateert uit het Aptien. Het bestaat uit een gedeeltelijk skelet zonder schedel. Bewaard zijn gebleven: een staartwervel, drie ribben, een linkerdarmbeen en verder een aantal osteodermen. Het fossiel maakt deel uit van de collectie van het Gansu Dinosaur Museum dat een complete skeletrestauratie heeft laten opstellen.

## Beschrijving
Het holotype van Taohelong is een vrij kleine ankylosauriër, met een lengte van ongeveer drieënhalve meter.
De beschrijvers wisten enkele onderscheidende kenmerken vast te stellen. Het ruggenmergkanaal van de staartwervel heeft de doorsnede van een omgekeerde trapezium. De buitenrand van het darmbeen heeft in bovenaanzicht een profiel als van een gespiegelde "S". Het heupschild wordt gevormd door zeer onregelmatige osteodermen van verschillende grootte.
Volgens Victoria Megan Arbour is de doorsnede van het ruggenmergkanaal niet uniek, maar geldt dat wel voor de combinatie van een golvende rand van het darmbeen met rozetten in het heupschild, gevormd door een grotere centrale osteodermen omgeven door verschillende ringen kleinere schubben.

## Fylogenie
De beschrijvers plaatsten Taohelong binnen de Nodosauridae in de Polacanthinae. Een cladistische analyse had als uitkomst dat het de zustersoort was van Polacanthus foxii. Taohelong is de eerste polacanthine die uit Azië is beschreven. Volgens Arbour is Taohelong het meest overtuigende bewijs voor het voorkomen van nodosauriden in Azië.